# Лилли, Гарри
Ге́нри Э́дуард Ли́лли (англ. Henry Edward Lilley), более известный как Га́рри Ли́лли (англ. Harry Lilley; 12 июля 1868 — 30 августа 1900) — английский футболист, защитник. Наиболее известен по выступлениям за футбольный клуб «Шеффилд Юнайтед», а также за национальную сборную Англии.

## Футбольная карьера
Уроженец Стейвли (графство Дербишир), Гарри начал футбольную карьеру в юношеской команде «Лоугейтс». С 1887 по 1890 год выступал за клуб «Стейвли». Летом 1890 года перешёл в «Шеффилд Юнайтед». В первые два сезона в составе «клинков» играл регулярно, но после избрания клуба в Футбольную лигу стал реже попадать в основной состав. Из-за хронических травм колена завершил карьеру полевого игрока в 1894 году.
В феврале 1892 года Гарри Лилли и его одноклубник Майкл Уитем были приглашены на «пробный матч» (англ. trial) сборной Англии. 5 марта 1892 года Лилли провёл свой единственный официальный матч за национальную сборную Англии: это была игра Домашнего чемпионата против сборной Уэльса на стадионе «Рейскорс Граунд» в Рексеме. В той игре англичане победили соперника со счётом 2:0.
После ухода из «Шеффилд Юнайтед» Лилли, по некоторым данным, играл за «Гейнсборо Тринити» в качестве вратаря.

## Достижения
«Шеффилд Юнайтед»
- Вице-чемпион Второго дивизиона: 1892/93

Сборная Англии
- Победитель Домашнего чемпионата Великобритании: 1892

## Вне футбола
Лилли играл в крикет за клуб «Стейвли Лоугейтс».
К концу жизни потерял зрение на один глаз из-за инцидента, случившегося с ним в Рождество 1899 года. Также он болел туберкулёзом и страдал от последствий травмы живота, полученной им в конце его игровой карьеры. Умер в августе 1900 года в возрасте 32 лет.
Его брат Уилл Лилли был вратарём «Шеффилд Юнайтед».